# Autofabriken D.K.R.
Autofabriken D.K.R. AS war ein dänischer Hersteller von Automobilen.

## Unternehmensgeschichte
S. A. Mathiesen hatte 1950 einen Prototyp entwickelt, der bei Bohnstedt-Petersen AS in Kopenhagen hergestellt wurde, allerdings nicht in Serienproduktion ging. Zusammen mit F. Gabrielsen und S. R. Ohlsen überarbeitete Mathiesen diesen Prototyp. Sie gründeten 1953 in Roskilde das Unternehmen und begannen mit der Produktion. Der Markenname lautete DKR. Die Produktionspläne beliefen sich auf 400 Exemplare im Monat. 1954 endete die Produktion nach einigen Dutzend hergestellter Fahrzeuge.

## Fahrzeuge
Das einzige Modell war eine viertürige Limousine mit einer Karosserie aus Kunststoff. Für den Antrieb sorgte ein Vierzylindermotor von Heinkel mit 1100 cm³ Hubraum und 45 PS Leistung, der die Vorderräder antrieb.